# 皮海-洛斯托国家公园
皮海-洛斯托国家公园（芬蘭語：Pyhä-Luoston kansallispuisto）是芬蘭的一個國家公園，位於拉普蘭區。皮海-洛斯托国家公园成立於2005年，是将芬兰历史最久的国家公园皮海山国家公园与洛斯托地区合并而成。因此皮海-洛斯托国家公园既是芬兰历史最久也同时是最年轻的国家公园之一。現在皮海-洛斯托国家公园面積142平方（55平方英里）。该国家公园最重要的特性是地质的特殊性、古老的森林和湿地。